# 廣湛高速公路
广湛高速公路是中國廣東省一條高速公路，連接廣州至湛江，途徑廣州、佛山、開平、陽江、茂名、湛江等地。整條高速公路可細分為廣佛高速公路、佛開高速公路、開陽高速公路、陽茂高速公路以及茂湛高速公路組成。
廣湛高速公路於2004年12月20日全線開通（當中廣佛高速公路早於1989年開通），全線開通之後，從廣州到湛江需時4小時，相比昔日行駛的國道，節省1至2個小時。
廣湛高速公路是中國兩縱兩橫高速公路主要架搆當中，黑龍江省同江至海南省三亞的同江高速一段主幹線，於廣東省境內重要一部分，國家高速公路網規劃編號為G15（瀋陽至海口高速公路），同時是連接珠三角地區、粵西地區以及廣西海南兩省的一條公路主幹線。